# 天主教第波罗教区
天主教第波罗教區 （拉丁語：Dioecesis Dipologanus）是菲律賓一個羅馬天主教教區，屬奥三棉示总教区。1967年7月31日升為教區。
教區位於北三寶顏省。2006年有教友689,000人、64個堂區、34名司鐸。現任主教若瑟‧孟古利安。